# Mrázovce
Mrázovce – wieś (obec) na Słowacji położona w kraju preszowskim, w powiecie Stropkov. Pierwsze wzmianki o miejscowości pochodzą z roku 1408.
Według danych z dnia 31 grudnia 2012, wieś zamieszkiwało 88 osób, w tym 44 kobiety i 44 mężczyzn.
W 2001 roku pod względem narodowości i przynależności etnicznej wieś zamieszkiwali wyłącznie Słowacy.
Ze względu na wyznawaną religię w 2001 roku wieś zamieszkiwało 19% katolików rzymskich oraz 81% grekokatolików.